# Serra del Coto
La Serra del Coto és una serralada que s'alça per la comarca valenciana del Vinalopó Mitjà. Transcorre pels termes municipals de viles com Monòver, el Pinós, l'Alguenya o la Romana. És una de les formacions que, des de la Serra de les Salines fins a la Serra de Crevillent, separen les aigües tributàries del Segura i del Vinalopó. El cim més alt marca 1.060 m d'altitud i pertany al terme de Monòver. Altres monts de la serra són el Cabeçó de la Sal (893 m), al costat de la vila d'El Pinós o el mont del Coto.